# Truskawkowe Ciastko (serial animowany 2003)
Truskawkowe Ciastko (oryg. Strawberry Shortcake, 2005–2010), serial animowany produkcji amerykańsko–kanadyjskiej z 2005 roku. II seria emitowana w Wieczorynce od 2 września 2008 roku.

## Fabuła
Główną bohaterką jest Truskawkowe Ciastko, dziewczynka pełna wigoru
i radości. W kolejnych odcinkach jej przygód widzowie uczestniczą m.in. w organizowaniu przyjęcia urodzinowego, w wycieczce na biegun północny, szukają wiosny i organizują Święto Miodu.

## Bohaterowie

### Ludzie
- Truskawkowe Ciastko (ang. Strawberry Shortcake) – starsza siostra Jabłuszka. Mądra i dobra dziewczynka, która zawsze pomaga przyjaciołom gdy tylko tego potrzebują. Jest nieformalną przywódczynią mieszkańców Truskawkowa. Często przyjaciele nazywają ją Truskawką. Jej zwierzaki to różowa kotka Kremówka i niebiesko-biały pies Keksik. Ma rude włosy i piwne oczy. Nosi bluzkę w czerwono-białe paski, niebieskie spodnie, w pasie ma zawiązany różowy sweter i bladoróżowy kapelusz w truskawki z zieloną kokardą i truskawką.
- Jabłuszko (ang. Apple Dumplin) – młodsza siostra Truskawki. Dzięki niej Truskawkowe Ciastko ma przyjaciół. Jest jeszcze malutka dlatego zdarza jej się zjadać literki. Bardzo chciałaby być starsza. Ma rude włosy i zielone oczy. Nosi żółtą sukienkę z czerwonymi rękawami w jabłka i żółty kapelusz też w jabłka. Jej zwierzątkiem jest kaczka.
- Imbirka (ang. Ginger Snap) – pierwsza osoba, którą poznała Truskawkowe Ciastko. Jest mądra i umie budować różne maszyny. Na początku boi się ciemności, ale w odcinku „Koszmarna Noc Imbirki” przekonuje się, że nie jest ona taka straszna. Ma czarne włosy uczesane w dwie kitki i brązowe oczy, cerę śniadą. Jej zwierzątko to wiewiórka Czeko. Nosi białą bluzkę, różową kurtkę, niebieskie spodnie z pomarańczowym paskiem i niebieski kapelusz z różowym paskiem i namalowanym piernikiem.
- Pomarańczka (ang. Orange Blossom) – dziewczynka, którą poznały Truskawkowe Ciastko i Jabłuszko. Jest kreatywna, ale i bardzo nieśmiała, a jej zwierzak to pomarańczowy motyl Marmoladka. Jej cera jest czarna, ma brązowe uczesane w kucyki włosy i piwne oczy. Nosi pomarańczową bluzkę z żółtym kwiatkiem z przodu, beżowe spodnie i pomarańczowy kapelusz z żółtym kwiatem.
- Anielski Torcik (ang. Angel Cake) – bardzo ładna, ale też przemądrzała dziewczynka. Uwielbia piec, zwłaszcza torty. Jest bardzo ambitna, przez co czasem denerwuje swoich przyjaciół. Ma blond włosy uczesane w kucyki i niebieskie oczy. Jej zwierzątko to owieczka Wanilka. Nosi fioletową bluzkę, niebieskie spodnie na szelkach i fioletowy kapelusz z błękitnym paskiem i kwiatami.
- Jagodowy Placek (ang. Huckleberry Pie) – jedyny chłopiec w Truskawkowie. Szaleje na deskorolce. Bardzo lubi różne sporty i słodycze. Ma czapkę z daszkiem oraz brązowe włosy i zielone oczy. Jego zwierzątkiem jest żaba Hopsiup.
- Miętówka (ang. Peppermint Fizz) – kapryśna dziewczynka, która na wszystko się złości. Zawsze chce być najlepsza, dlatego inne dzieci za nią nie przepadają. Ma ciemne blond włosy i ciemnozielone oczy. Nosi czerwoną bluzkę z białym pasem, szare spodnie i czerwony kapelusz z czerwono-białym paskiem i cukierkiem. Jej zwierzątkiem jest kameleon o imieniu Cola.
- Tęczowy Sorbecik (ang. Rainbow Sherbet) – dziewczynka, która pływa po morzach. Mieszka na statku. Zna różne zabawy dotyczące marynarki i robi sorbety. Ma fioletowe włosy i brązowe oczy. Nosi różową bluzkę z kolorowymi rękawami, niebieskie spodnie z różowym paskiem i niebieski kapelusz z kolorowym paskiem.
- Jagódka (ang. Blueberry Muffin) – miła dziewczynka. Jej zaletą jest robienie kostiumów oraz występowanie na scenie. Lubi też czytać książki. Nosi niebieską bluzkę z białymi rękawami w niebieskie kropki z fioletowym paskiem, niebieskie spodnie i granatowy kapelusz z błękitnym daszkiem, w błękitne kropki z jagodą. Ma brązowe włosy i niebieskie oczy. Ma myszkę o imieniu serniczek.
- Kokosanka (ang. Coco Calypso) – mieszka z Morską Jagódką na wyspie. Ma brązowe włosy i oczy, cerę śniadą. Przesyła przyjaciołom z Truskawkowa łakocie z morskich jagód. Nosi żółtą bluzkę, fioletową spódniczkę, zielone spodnie w kwiaty i zielony kapelusz w palmy i kwiaty z daszkiem. Jej zwierzątkiem jest papuga.
- Morska Jagódka (ang. Seaberry Delight) – mieszka z Kokosanką na wyspie. Ma blond włosy i bladą cerę, oczy błękitne. Określa się jako samotniczkę, raczej nieśmiała. Hoduje morskie jagody. Mieszka w lagunie, a do jej domu można jedynie dopłynąć. We włosach ma muszle. Nosi błękitno-zieloną bluzkę z jagodą i błękitne spodnie. Opiekuje się rybkami, określany jako Morskie Cukiereczki.
- Malinka (ang. Raspberry Torte) – dziewczynka o niezbyt dobrych manierach. W odcinku „Dobre Maniery” pod koniec przekonała się, że maniery są bardzo potrzebne. Bardzo lubi sporty. Nosi również biało-zielono-różowy dres. Ma ciemnoróżowe włosy, upięte w kucyk i zielone oczy.
- Cytrynka (ang. Lemon Meringue) – dziewczynka o wielkich manierach, miła, przyjacielska i zawsze chętna do pomocy. Ma jasne żółte włosy i niebieskie oczy. Nosi żółtą bluzkę, spódniczkę, spodnie i kapelusz z kwiatkiem.
- Kwiat Herbaty (ang. Almond Tea) – ma czarne włosy i granatowe oczy, cerę jasną. W odcinku „Festiwal Przyjaciół” mieszkała u Truskawki. Pochodzi z Chin. Parzy herbatę, która nie smakuje Truskawce. Nie jada lodów. Jej zwierzątko to królewska Marcepanda. Nosi jasnofioletową bluzkę, fioletowe spodnie, a we włosach ma żółtą opaskę.
- Suzette Krakers (ang. Crepe Suzette) – ubiera się ładnie i modnie, mieszka we Francji, w Paryżu. Ma oczy niebieskie i włosy długie, proste i różowe. Mówi z wyraźnym francuskim akcentem. W odcinku „Klub Przyjaciół” odwiedziła ją Truskawka. Odcinek później („Festiwal Przyjaciół”) to ona odwiedziła przyjaciół z Truskawkowa. Mieszkała w domku Imbirki. Jej piesek to pudliczka Eklerka. Nosi białą bluzkę, czerwone spodnie i czerwony beret.
- Mroźna Ptysia (ang. Frosty Puff) – ma błękitne włosy i oczy. Pochodzi z Bieguna Północnego. W „Festiwalu Przyjaciół” mieszkała u Pomarańczki. Nosi białą kurtkę, różowo-fioletową bluzkę, fioletową spódniczkę, różowe rajstopy, fioletowe rękawiczki i zimową czapkę. Jej zwierzątkiem jest pingwin Bącelek.
- Mandarynka (ang. Tangerina Torta) – ma pomarańczowe włosy i pomarańczową cerę. Nosi zieloną bluzkę i pomarańczowe spodnie. Pochodzi z tropiki. W odcinku Festiwal Przyjaciół mieszkała u Anielskiego Torcika. Ma małpkę zwaną Bongo.

### Zwierzęta
- Kremówka (ang. Custard) – różowa kotka Truskawki. We wszystkim i wszystkich widzi jedynie wady. Jedno z niewielu zwierzątek mówiących ludzkim głosem.
- Keksik (ang. Pupcake) – zawsze wesoły niebiesko-biały pies Truskawki.
- Miodowłosa (ang. Honey Pie) – piękny kucyk. Jest złota i ma żółte włosy, z jednej strony ma wpięty różowy kwiat. Uwielbia dużo jeść i dużo mówić.
- Czeko (ang. Chocolate Chipmunk) – wiewiórka Imbirki. Często szeroko się uśmiecha. Nosi na główce kapelusz kucharski.
- Wanilka (ang. Vanilla Icing) – owieczka Anielskiego Torcika. Czasem wydaje się rozsądniejsza od swojej pani.
- Marmoladka (ang. Marmalade) – pomarańczowy motylek Pomarańczki. Wydaje nietypowy dźwięk „Prrr”. Jest drobna i wydaje się delikatna.
- Hopsiup (ang.Shoofly) – żaba Jagodowego Placka.
- Kola (ang. Cola) – kameleon Miętówki. Na ogół jest brązowy, ale potrafi zmieniać kolory.
- Mandarynka (ang. Orange Twist) – kucyk Pomarańczki.
- Panna Koktajl (ang. Milkshake) – kucyk Anielskiego Torcika.
- Babeczka (ang. Cookie Dough) – kucyk Imbirki.
- Serniczek (ang. Cheesecake) – niebieska myszka Jagódki.

## Wersja polska
Wersja polska: TVP Agencja Filmowa

Reżyseria: Dorota Kawęcka

Dialogi: Ewa Plugar

Tłumaczenie: Maria Wojciechowska

Dźwięk i montaż: Jakub Milencki

Teksty piosenek: Wiesława Sujkowska

Opracowanie muzyczne: Piotr Gogol

Kierownictwo produkcji: Monika Wojtysiak

Wystąpili:
- Magdalena Krylik – Truskawkowe Ciastko
- Katarzyna Łaska – Pomarańczka
- Jolanta Wilk – Miodowłosa
- Beata Wyrąbkiewicz – Anielski Torcik (seria II)
- Anna Apostolakis – Jagodowy Placek
- Klementyna Umer – Jagódka
- Beata Jankowska-Tzimas – Imbirka
- Katarzyna Tatarak – Jabłuszko
- Agnieszka Fajlhauer –
  - Anielski Torcik (seria III),
  - Miętówka
- Joanna Węgrzynowska – Kremówka
- Małgorzata Szymańska – Tęczowy Sorbercik
- Magdalena Tul
- Marta Gajko
- Julia Kołakowska
- Joanna Jędryka
- Joanna Pach
- Ewa Prus – Malinka
- Waldemar Barwiński – Szkarłatne Ciastko
- Barbara Melzer
- Krzysztof Mielańczuk – Lektor
- Janusz Zadura
- Tomasz Steciuk

i inni
Śpiewały: Katarzyna Łaska, Anna Sochacka, Anna Sztejner, Agnieszka Kunikowska, Magdalena Tul i inni

## Spis odcinków
| Premiera odcinka   | Nr | Polski tytuł                       | Angielski tytuł                        |
| ------------------ | -- | ---------------------------------- | -------------------------------------- |
|                    |    |                                    |                                        |
| SERIA PIERWSZA     |    |                                    |                                        |
|                    |    |                                    |                                        |
| 01.05.2006         | 01 | Poznajmy się                       | Meet Strawberry Shortcake              |
| 01.05.2006         | 02 | Poznajmy się                       | Meet Strawberry Shortcake              |
|                    |    |                                    |                                        |
| 17.04.2006         | 03 | Poszukiwanie wiosny                | Spring for Strawberry Shortcake        |
| 17.04.2006         | 04 | Poszukiwanie wiosny                | Spring for Strawberry Shortcake        |
|                    |    |                                    |                                        |
| 31.10.2005         | 05 | Miłej podróży                      | Get Well Adventure                     |
| 31.10.2005         | 06 | Miłej podróży                      | Get Well Adventure                     |
|                    |    |                                    |                                        |
| 24.12.2005         | 07 | Przygoda z Gwiazdkowymi prezentami | Berry, Merry Christmas                 |
| 25.12.2005         | 08 | Przygoda z Gwiazdkowymi prezentami | Berry, Merry Christmas                 |
|                    |    |                                    |                                        |
| odcinek pilotażowy |    |                                    |                                        |
|                    |    |                                    |                                        |
|                    | P1 |                                    | Growing Better All The Time            |
|                    |    |                                    |                                        |
| SERIA DRUGA        |    |                                    |                                        |
|                    |    |                                    |                                        |
| 02.09.2008         | 09 | Keksik                             | Here Comes Pupcake                     |
|                    |    |                                    |                                        |
| 09.09.2008         | 10 | Konkurs Miętówki                   | Peppermint’s Pet Peeve                 |
|                    |    |                                    |                                        |
| 16.09.2008         | 11 | Miodowłosa i nowi przyjaciele      | Horse of a Different Color             |
|                    |    |                                    |                                        |
| 23.09.2008         | 12 | Festyn Kucyków                     | Festival of the Fillies                |
|                    |    |                                    |                                        |
| 30.09.2008         | 13 | Anielski Torcik gra w piłkę        | Angel Cake in the Outfield             |
|                    |    |                                    |                                        |
| 07.10.2008         | 14 | Wygrać, przegrać                   | Win Some, Lose Some                    |
|                    |    |                                    |                                        |
| 14.10.2008         | 15 | Koszmarna noc Imbirki              | Ginger Snap’s No-Light Night of Fright |
|                    |    |                                    |                                        |
| 21.10.2008         | 16 | Jagodowy potwór                    | The Blueberry Beast                    |
|                    |    |                                    |                                        |
| 28.10.2008         | 17 | Przedstawienie                     | The Play’s the Thing                   |
|                    |    |                                    |                                        |
| 04.11.2008         | 18 | Bal kostiumowy                     | The Costume Party                      |
|                    |    |                                    |                                        |
| 18.11.2008         | 19 | Tajemnica plaży                    | The Mystery of Seaberry Beach          |
|                    |    |                                    |                                        |
| 25.11.2008         | 20 | Legenda o zaginionym skarbie       | Legend of the Lost Treasure            |
|                    |    |                                    |                                        |
| SERIA TRZECIA      |    |                                    |                                        |
|                    |    |                                    |                                        |
| 02.12.2008         | 21 | Klub przyjaciół                    | The Friendship Club                    |
|                    |    |                                    |                                        |
| 09.12.2008         | 22 | Festyn przyjaciół                  | A Festival of Friends                  |
|                    |    |                                    |                                        |
| 16.12.2008         | 23 | Wizyta Margali                     | When the Berry Fairy Came to Stay      |
|                    |    |                                    |                                        |
| 23.12.2008         | 24 | Legenda o Sherry Pomponiastej      | The Legend of Sherry Bobbleberry       |
|                    |    |                                    |                                        |
| 30.12.2008         | 25 | Maluszek i ciasteczko              | Baby Takes the Cake                    |
|                    |    |                                    |                                        |
| 06.01.2009         | 26 | Program kulinarny                  | Piece of Cake                          |
|                    |    |                                    |                                        |
| 13.01.2009         | 27 | Dobre maniery                      | Mind Your Manners                      |
|                    |    |                                    |                                        |
| 20.01.2009         | 28 | Królowa jednego dnia               | Queen For A Day                        |
|                    |    |                                    |                                        |
| SERIA CZWARTA      |    |                                    |                                        |
|                    |    |                                    |                                        |
|                    | 29 |                                    | Everybody Dance                        |
|                    |    |                                    |                                        |
|                    | 30 |                                    | Let’s Dance                            |
|                    |    |                                    |                                        |
|                    | 31 |                                    | It Takes Talent                        |
|                    |    |                                    |                                        |
|                    | 32 |                                    | Playing To Beat The Band               |
|                    |    |                                    |                                        |
|                    | 33 |                                    | Strawberry’s Big Journey               |
|                    |    |                                    |                                        |
|                    | 34 |                                    | Around the Berry Big World             |
|                    |    |                                    |                                        |
|                    | 35 |                                    | Back In The Saddle                     |
|                    |    |                                    |                                        |
|                    | 36 |                                    | Down On The Farm                       |
|                    |    |                                    |                                        |
|                    | 37 |                                    | One Small Step                         |
|                    |    |                                    |                                        |
|                    | 38 |                                    | The Good Mayor                         |
|                    |    |                                    |                                        |
|                    | 39 |                                    | Toto’s Tale                            |
|                    |    |                                    |                                        |
|                    | 40 |                                    | Where The Gem Berries Glow             |
|                    |    |                                    |                                        |
|                    | 41 |                                    | Sleeping Beauty                        |
|                    |    |                                    |                                        |
|                    | 42 |                                    | A Princess Named Rap                   |
|                    |    |                                    |                                        |
|                    | 43 |                                    | Hooray For Berrywood!                  |
|                    |    |                                    |                                        |
|                    | 44 |                                    | Lights… Camera…                        |
|                    |    |                                    |                                        |